# Vasile Deheleanu
Vasile Deheleanu (ur. 12 sierpnia 1908, zm. 30 kwietnia 2006) – rumuński piłkarz, pomocnik. Uczestnik Mistrzostw Świata w 1934 roku.

## Reprezentacja narodowa
W roku 1934 został powołany przez ówczesnych trenerów - Josefa Uridila i Costela Radulescu na mistrzostwa świata 1934, które odbywały się we Włoszech. Zagrał w przegranym 1:2 meczu z Czechosłowacją.